# 石川达三
石川达三（日语：／ Ishikawa Tatsuzou、1905年7月2日—1985年1月31日），日本小说家、记者。其作品涉猎广泛，包括带有浓厚社会性的民俗小说等。石川达三以《苍氓》这部代表作获得首届芥川奖。他在日军侵华战争期间作为随军记者，以日军攻占南京后的见闻创作了《活着的士兵》这部纪实文学作品，但遭到了当时日本军国主义政府的禁令。二战后，石川以社会中个人的生活、爱情、婚姻等题材发表了多部畅销作品。他的多部作品的书名也成了当时的流行语。其文学风格着重于以记录性手法来挖掘问题意识。除了从事创作，石川也积极参与文学界的社会活动，曾担任日本笔会会长、日本文艺家协会理事长、日本文艺著作权保护同盟会长、亚非作家会议东京大会会长等职务，也是日本艺术院会员。

## 生平
石川达三出生在日本秋田县平鹿郡横手町（现为横手市），父亲是石川祐助，他是家中的三子（他共有兄弟妹7人，之后又有同父异母的弟妹4人）。其祖父石川仪平曾在南部藩担任文职官员，达三的父亲祐助是其四子，在秋田县立横手高等学校担任英语老师，达三的母亲出身于仙北郡角馆町富豪栗原氏。因为父亲的工作调动，达三从2岁起就跟着父母先后在秋田市楢山本新町上丁35番地、东京府荏原郡大井町（现为品川区）、冈山县上房郡高梁町（现为高梁市）等地辗转迁移。1914年，9岁的达三丧母，并被寄养在东京的叔父石川六郎家中，1915年其父再婚，于是他又回到家中，与父亲及后母生活在一起。石川达三以全校第一的成绩从小学毕业，但未能考入东京府立一中，之后在高等小学校学习一年后，于1919年进入他父亲执教的冈山县立高梁高等学校念书。在三年级的时候，随着父亲调任，他也转校到冈山市私立关西高等学校4年级，之后也未能考入第六高等学校 。在一年的备考复习中，他阅读了岛崎藤村、左拉、阿纳托尔·法朗士等人的作品。1925年，石川来到东京，考入了早稲田大学第二高等学院，并在学生主办的同人杂志《薔薇盗人》上试着发表小说，也曾向《朝日新闻》的有奖征文活动投稿。1926年，《山阳新报》刊登了他的《寂寞的耶稣之死》，这也是石川第一次公开出版发表的作品。这一时期的石川生活拮据，因此正在考虑托人帮助他前往满洲或菲律宾谋生，但同一年的《大阪朝日新闻》的有奖征文比赛中，他的《幸福》（原题为“幸不幸”）被选中，赢得了200日元的奖金，于是他在1927年考入了早稲田大学文学部英文科，但之后仍然因为学费欠缴而退学。此后他曾在国民时论社工作，参与编辑电气行业的杂志《国民时论》。生活逐渐有了保障之后，石川再次点燃了成为小说家的梦想，他向各家出版社投稿，但几乎都是石沉大海。
1930年3月，石川作为政府补助单独移民，乘上了去巴西的海轮。这是靠他哥哥的一个在移民推荐公司工作的朋友帮助，才给了他这个特殊名额。为了筹措旅资，石川与国民时论社约定，暂时离职并领取离职补助600日元，但条件是他在回国后必须向杂志社提供有关海外体验的文章。他在巴西分别在两三处农场呆过一阵，之后于8月份因結婚理由回国，復職國民時論社。1931年6月，他在《新早稲田文学》上发表了几个短篇小说。
1935年4月，石川根据他在巴西的见闻，描写了迫于生计而在巴西过着悲惨生活的移民的状况，这篇题为《苍氓》的文章发表在《星座》创刊号上。由于题材新颖，加上立足于现实主义的写实手法，石川凭着这部作品获得了首届芥川龙之介奖。10月，改造社正式出版发行了《苍氓》。之后，他又以为了建设自来水厂蓄水池而被沉入湖底的小河内村为题材，在1937年9月的《新潮》上发表了《日荫之村》。他的基于现实社会调查的文学创作也成为文坛的新话题，其风格也被称为“社会小说”。1936年11月，他与梶原代志子结婚，次年8月诞下长女希衣子。1937年12月，石川作为中央公论的特派记者，被派往侵华战争的战场进行采访。他在南京大屠杀的几周后来到南京，并待到次年1月，此后也在上海周边进行取材。此后他以在中国战场上的所见所闻，在《中央公论》1938年3月号上发表了《活着的士兵》一文。但该期杂志随即就因违反《新闻纸法》（即日本《报纸法》）第41条而被禁售，而石川也被起诉，最终法院判决他四个月监禁，缓期3年执行。这也成了二战中日本文学史上的一起“文字狱”。遭受打击的石川从此转而将创作题材限制在家庭内部和爱情上，他的新作品《结婚的生态》（1938年）迅即成为畅销作品，此后的《智慧青草》（1939年11月新潮社出版）、《掉落的诗集》（1940年同社出版）、《三代的矜持》（1940年三笠书房出版）等，都面向女性读者为主，也奠定了他在日本文坛的地位。之后，他凭借在《东京日日新闻》《大阪毎日新闻》上连载的《母系家族》，开始尝试报纸连载小说。1942年5月，他到东南亚海岛旅行，以当地的风土人情为题材，发表了《赤虫岛日志》（1943年5月）。同年12月，太平洋战争爆发，他被征召入伍，担任海军报道班成员，被派往越南西贡。1939年7月，他的次女希和子出生，1943年9月又有了长子石川旺。1944年9月，其父亲祐助去世。同年1月，他的家搬到了东京都世田谷区奥泽町。
二战后，他的创作仍然以新闻小说为主。作品涉猎广泛，具有深刻的社会视角，也能够反映时代的风潮。他与狮子文六、石坂洋次郎等人都被视为新闻小说的代表人物，其文风和新奇的写作手法也时而被视为文坛的异端。另一方面，他也继续围绕着家庭、爱情的主题开展创作。主题涉及失业军人夫妻感情、中年男人的出轨、婚姻的意义等等。由于他的作品颇有人气，多部小说的书名也成为了当时的流行语。
另一方面，他利用“调查的艺术”这种创作手法，也完成了多部优质的社会小说，获得了读者的好评。这中间也包括涉及横滨事件、佐教组事件等社会热点事件的畅销作品。此外还有描写资本家的贪婪残暴的《伤痕累累的山河》（1964年新潮社出版）以及以九头龙大坝贪污事件为题材控诉政界腐败的《金环蚀》（1966年新潮社出版）。他也因为上述作品获得了1969年的菊池宽奖。根据每日新闻社每年实施的读者问卷调查统计，二战后到70年代末的“喜爱的作家”排行榜中，石川达三经常名列前茅。
从昭和三十年代起，石川也积极参与社会活动，先后担任了日本文艺家协会理事长（1952年-56年）、亚非作家会议团长（1961年）、日本文艺著作权保护同盟会长、日本笔会第7任会长（1975年-77年）等社会职务。他关于社会时政的观点也经常引发读者及国民的热议。1956年他带领亚洲连带文化使节团巡访各国时，也批判了资本主义社会的“过度自由”。次年，他也对川崎长太郎及谷崎润一郎等人的作品中包含的色情成分提出批评，认为这是过度的“言论自由”。1975年石川担任日本笔会会长时表示，“言论自由里包括绝对不能妥协的自由和可以妥协的自由这两种。而色情文学就属于后者”，这一发言收到了五木宽之等年青一代会员的抗议。这次争议也导致笔会的活动出现了混乱和动荡。最后，以理事会决议的方式，石川撤回了上述发言，平息了这场风潮，此后他也拒绝连任会长一职。
从1983年起，石川就由于心脏疾病导致晚年始终病患不断。1985年1月21日，他因为胃溃疡恶化而吐血，被送往东京共济医院治疗，此后因肺炎并发症而在31日去世。

## 作品列表
-{
- 『最近南米往来記』昭文閣書房 1931年 中公文庫　1981年
- 『蒼氓』改造社 1935年 新潮文庫
- 『深海魚』改造社 1936年 角川文庫
- 『飼ひ難き鷹』新英社 1937年
- 『日蔭の村』新潮社 1937年
- 『炎の薔薇 新小説選集』春阳堂 1938年
- 『あんどれの母』版画荘文庫 1938年
- 『流離』竹村書房 1938年
- 『結婚の生態』新潮社、1938年 后发行文库本
- 『若き日の倫理』実業之日本社 1939年 后收入新潮文庫
- 『智慧の青草』新潮社 1939年 后收入角川文庫
- 『薫風 自選作品集』婦人文化社出版部 1940年
- 『盲目の思想』砂子屋書房(黑白叢書)　1940年
- 『転落の詩集』新潮社 1940年 后发行文库本
- 『花のない季節』中央公論社 1940年 后发行文库本
- 『人生画帖』新潮社、1940年 后收入角川文庫
- 『武漢作戦』中央公論社 1940年 后发行文库本
- 『大地と共に生きん』青梧堂 1940年
- 『愛の嵐』実業之日本社 1940年
- 『使徒行伝』新潮社 1941年
- 『赤虫島日誌』八雲書店 1943年
- 『活着的士兵』河出書房 1945年 后收入角川文庫、新潮文庫、中公文庫
- 『心猿』八雲書店 1946年 后收入角川文庫
- 『望みなきに非ず』读卖新闻社 1947年 后收入新潮文庫
- 『ろまんの残党』八雲書店 1947年 后收入中公文庫
- 『母系家族』春陽堂 1948年 后收入角川文庫
- 『石川達三選集』全14巻 八雲書店 1948年-1949年
- 『風雪』新潮社 1948年
- 『幸福の限界』蜂書房 1948年 后收入新潮文庫
- 『群盲』洗心書林 1949年
- 『心の虹』実業之日本社 1949年
- 『書斎の憂欝』六興出版社 1949年
- 『泥にまみれて』新潮社 1949年 后发行文库本
- 『暗い歎きの谷』文藝春秋新社 1949年 后收入角川文庫
- 『風にそよぐ葦』新潮社 1950年-1951年 后发行文库本
- 『古き泉のほとり』新潮社 1950年 后收入角川文庫
- 『神坂四郎の犯罪』新潮社 1950年 后发行文库本
- 『薔薇と荊の細道』新潮社 1952年 后发行文库本
- 『最後の共和国』中央公論社 1953年 后收入新潮文庫
- 『青色革命』新潮社 1953年 后发行文库本
- 『地上の富』新潮社 1953年
- 『誰の為の女』大日本雄弁会講談社 1954年 后发行文库本
- 『思ひ出の人』北辰堂 1954年
- 『悪の愉しさ』大日本雄弁会講談社 1954年 后收入角川文庫
- 『不安の倫理』大日本雄弁会講談社（ミリオン・ブックス）1955年
- 『自分の穴の中で』新潮社 1955年 后发行文库本
- 『巷塵』角川小説新書 1955年 后发行文库本
- 『親知らず』中央公論社 1955年
- 『四十八歳の抵抗』新潮社 1956年 后发行文库本
- 『悪女の手記』新潮社 1956年 后发行文库本
- 『自由詩人』河出新書 1956年
- 『石川達三作品集』全12巻 新潮社 1957年-1958年
- 『夜の鶴』大日本雄弁会講談社 1957年 后发行文库本
- 『人間の壁』新潮社 1958年-1959年 后收入新潮文庫、岩波現代文庫
- 『骨肉の倫理』文藝春秋新社 1959年 后收入角川文庫
- 『野育ちの鳩』东方社 1960年
- 『私の少数意見』新潮社 1960年
- 『頭の中の歪み』中央公論社 1960年 后收入角川文庫
- 『現代知性全集26　石川達三集』日本書房 1960年
- 『充たされた生活』新潮社 1961年 后发行文库本
- 『僕たちの失敗』新潮社 1962年 后发行文库本
- 『愛の終りの時』新潮社 1962年 后发行文库本
- 『傷だらけの山河』新潮社 1964年 后发行文库本
- 『誘惑』新潮社 1964年 后发行文库本
- 『稚くて愛を知らず』中央公論社 1964年 后收入角川文庫
- 『私ひとりの私』文藝春秋新社 1965年 后收入講談社文庫
- 『花の浮草』新潮社 1965年 后收入文春文庫
- 『洒落た関係』文藝春秋新社 1965年 后收入新潮文庫
- 『私の人生案内』新潮社 1966年
- 『金環蝕』新潮社 1966年 后发行文库本、岩波現代文庫
- 『約束された世界』新潮社 1967年 后发行文库本
- 『青春の蹉跌』新潮社 1968年 后发行文库本
- 『心に残る人々』文藝春秋 1968年 后发行文库本
- 『愉しかりし年月』新潮社 1969年 后收入文春文庫、新潮文庫
- 『あの男に関して』新潮社 1969年
- 『経験的小説論』文藝春秋 1970年
- 『作中人物』文化出版局 1970年
- 『開き過ぎた扉』新潮社 1970年 后发行文库本
- 『人生の文学』大和書房（わが人生観）1970年
- 『解放された世界』新潮社 1971年 后发行文库本
- 『私の周囲・生活の内外』大和書房 1971年
- 『現代の考え方と生き方』大和書房 1971年
- 『流れゆく日々』全7巻 新潮社 1971年-1977年
- 『石川達三作品集』全25巻 新潮社 1972年-1974年
- 『人物点描』新潮社 1972年
- 『自由と倫理』文藝春秋（人と思想）　1972年
- 『その最後の世界』新潮社 1974年 后发行文库本
- 『人間と愛と自由』1975年 新潮文庫
- 『生きるための自由』新潮社 1976年 后发行文库本
- 『青春の奇術』1976年 新潮文庫
- 『時代の流れとともに』1977年 新潮文庫
- 『不信と不安の季節に』1977年 文春文庫
- 『独りきりの世界』新潮社 1977年 后发行文库本
- 『包囲された日本』集英社 1979年
- 『小の虫・大の虫』新潮社 1979年
- 『もっともっと自由を…』新潮社 1979年 后发行文库本
- 『七人の敵が居た』新潮社 1980年 后发行文库本 – 春木猛事件
- 『星空』新潮社 1981年
- 『裏返しの肖像』新潮社 1981年
- 『その愛は損か得か』新潮社 1982年 后发行文库本
- 『恥かしい話・その他』新潮社 1982年
- 『若者たちの悲歌』新潮社 1983年 后发行文库本
- 『いのちの重み』集英社 1983年
- 『徴用日記その他』幻戯書房 2015年

}-